# Нюнспет
Нюнспет (нід. Nunspeet, нід. вимова: [ˈnʏnspeːt] ( прослухати)) — місто і муніципалітет у Нідерландах, у провінції Гелдерланд.

## Топографія
Нідерландська топографічна карта муніципалітету Нюнспет, червень 2015 року

## Визначні мешканці
- Леон Болір (нар. 1980) — нідерландський діджей і музичний продюсер.

## Галерея

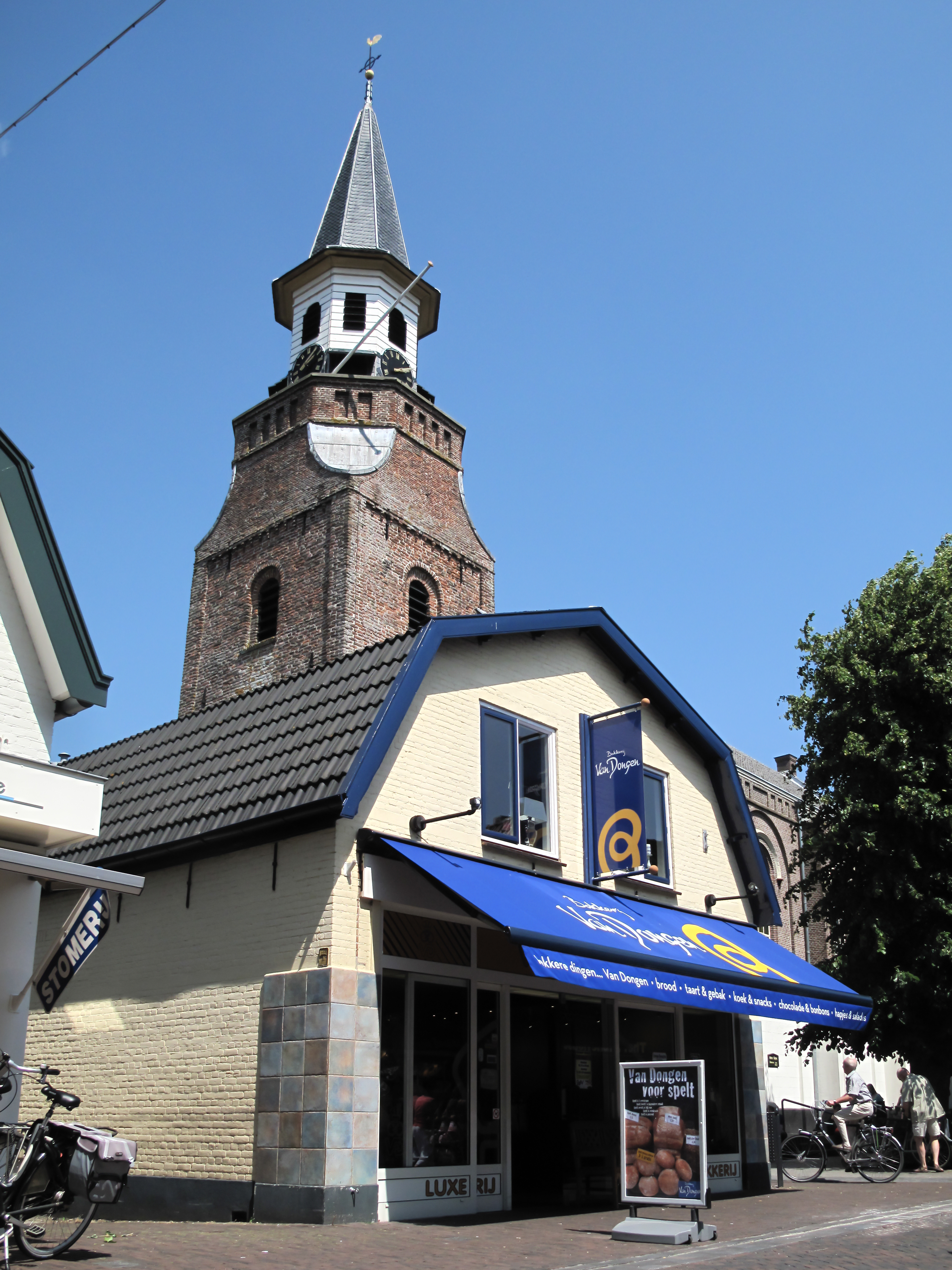
Реформістська церква
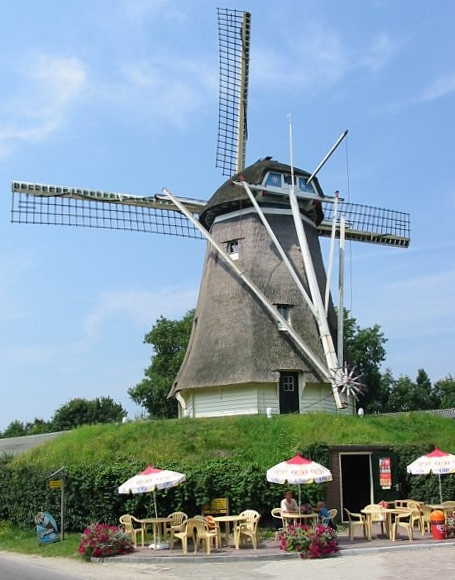
Вітряк De Duif
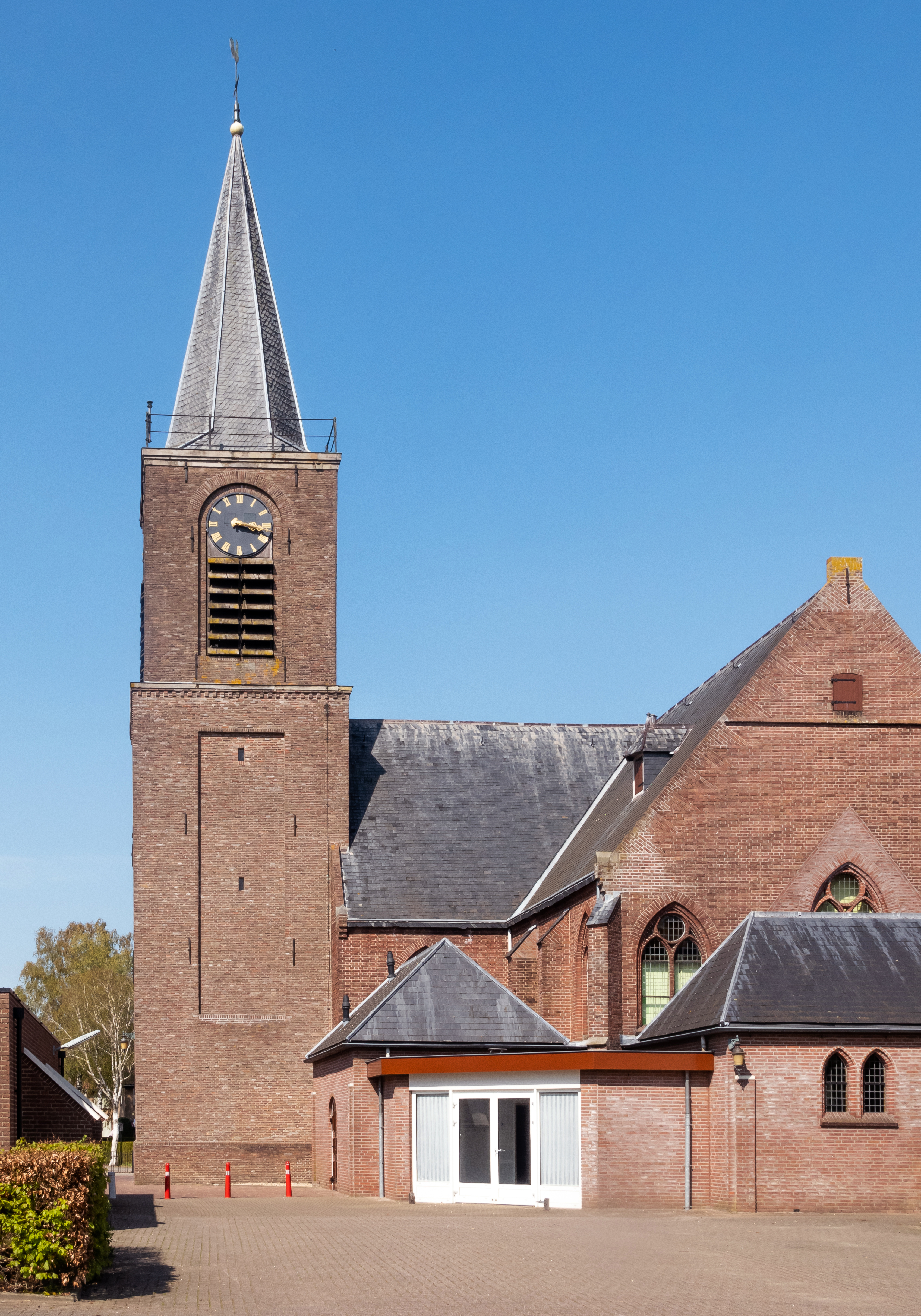
Церква
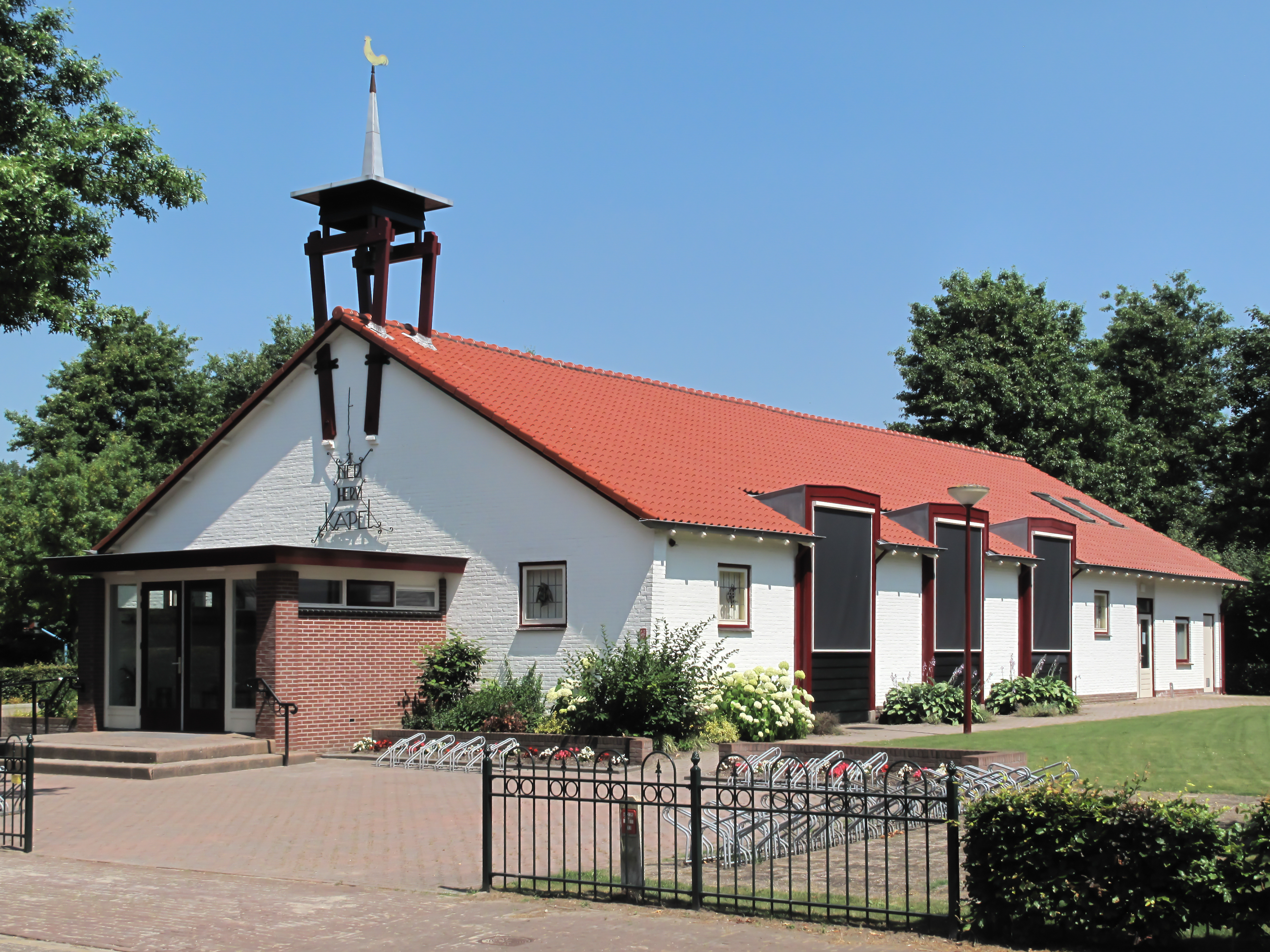
Реформістська каплиця
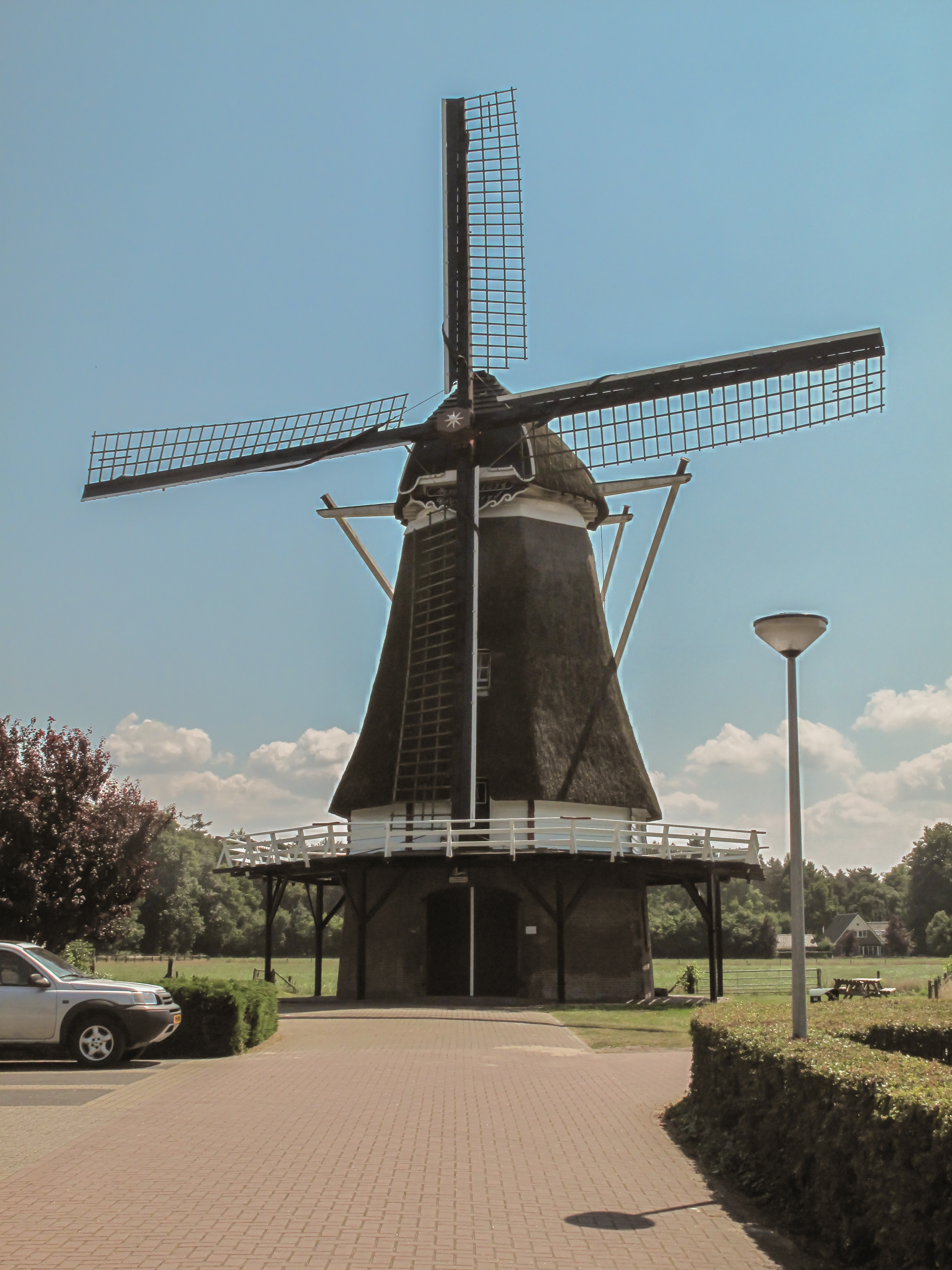
Вітряк de Maagd